# 遂宁府
遂宁府，中国北宋时设置的府。
政和五年（1115年）升遂州置，治所在小溪县（今四川省遂宁市）。辖境相当今四川省遂宁、蓬溪，重庆市潼南等市县地。属潼川府路。南宋端平三年（1236年）因兵乱，一度权治蓬溪寨（今四川省蓬溪县）。元朝至元二十年（1283年），降为遂宁州。 